# Astragalus densifolius
Astragalus densifolius es una especie de planta del género Astragalus, de la familia de las leguminosas, orden Fabales.

## Distribución
Astragalus densifolius se distribuye por Turquía.

## Taxonomía
Fue descrita científicamente por Lam. Fue publicada en Encycl. 1: 317 (1783).